# Šarypovo
Šarypovo (in russo Шарыпово?) è una città della Russia situata nel territorio di Krasnojarsk, sorge sulle rive del fiume Bereš (bacino del Čulym).

## Storia
Fu fondata alla fine del XVIII secolo come villaggio, raggiunse lo status di città nel 1981. Tra il 1985 e il 1988 fu ribattezzata Černenko, in onore del Segretario generale del PCUS Konstantin Ustinovič Černenko che vi nacque.